# Alma Jodorowsky
Pour les articles homonymes, voir Jodorowsky.
Alma Jodorowsky, née le 26 septembre 1991 à Paris est une actrice et chanteuse française.

## Biographie
Fille des acteurs français Brontis Jodorowsky et Valérie Crouzet et petite-fille de l'artiste et cinéaste chilien Alejandro Jodorowsky, Alma Jodorowsky naît à Paris le 26 septembre 1991. Elle a aussi une sœur, Rebecca Jodorowsky.
Après un bac théâtre au lycée Jean-Jaurès à Montreuil, elle suit les cours du conservatoire du 14e arrondissement de Paris. En 2011, elle part trois mois à New York afin de faire un stage d'acting à la New York Film Academy. De retour des États-Unis, Alma intègre les cours du Studio-théâtre d'Asnières jusqu'en 2013.

### Cinéma
À quatorze ans, elle apparaît dans le téléfilm Gaspard le Bandit, réalisé par Benoît Jacquot dont l'action se déroule sous l'Ancien Régime. Sa première apparition sur le grand écran se fait avec le film franco-américain Eyes Find Eyes, puis dans la comédie Sea, No Sex and Sun.
En 2013, elle joue un rôle secondaire dans le drame d'Abdellatif Kechiche, La Vie d'Adèle, lauréat de la Palme d'or lors du Festival de Cannes 2013. En 2014, elle obtient le rôle principal d'Evelyn dans la production britannique Kids in Love, aux côtés de Will Poulter, Sebastian de Souza et du top-model Cara Delevingne.
En 2015 puis en 2017, elle est à l'affiche de la nouvelle saga de France 3, La Vie devant elles, une fresque sociale se déroulant dans le bassin minier dans les années 1970 où elle tient le premier rôle aux côtés de Stéphane Caillard et Lilly-Fleur Pointeaux. La même année elle fait partie du jury des courts-métrages lors du 32e Festival du film de Cabourg.
En 2016 sort au cinéma Juillet Aout, comédie familiale de Diastème puis Damoclès de Manuel Schapira avec Manu Payet, diffusé sur Arte.
En 2018, elle joue le rôle d’une jeune Femen dans le film d’Ilan Klipper, Le Ciel étoilé au dessus de ma tête, sélectionné à l’Acid au festival de Cannes, puis en 2019, le rôle principal du premier film de Marc Collin, Le Choc du Futur.
En 2020, elle est membre du jury Contrebande du 9e Festival international du film indépendant de Bordeaux.

### Musique
Depuis 2012, Alma Jodorowsky est auteure-interprète et claviériste dans le groupe de dream pop Burning Peacocks formé avec le musicien David Baudart. Le duo signe en 2013 avec le label Choke Industry et sort son premier EP en octobre 2014 puis un premier album réalisé par Jean-Benoît Dunckel en 2016.
En 2021, elle participe à l'album Paradigmes du groupe La Femme.

### Mode
Alma Jodorowsky apparaît dans des magazines de mode comme Vogue, Elle, Vanity Fair, Vice, Vogue Usa, L'Officiel ou Emirates Woman. En 2011, elle devient l'égérie de la nouvelle campagne web d'Opening Ceremony (en). Quant au magazine français Snatch, il la choisit en 2013 pour faire la couverture en compagnie de treize autres jeunes talents.
En avril 2013, elle est photographiée par Karl Lagerfeld pour figurer dans le livre The Little Black Jacket. Très proche de la maison, elle assiste habituellement à leurs défilés pendant la Fashion Week de Paris.
Entre 2014 et 2016, elle devient égérie de Lancôme aux côtés de Kate Winslet, Penelope Cruz, Julia Roberts, Lupita Nyong'o et Lily Collins.

## Filmographie

### Télévision

#### Téléfilms
- 2006 : Gaspard le bandit de Benoît Jacquot : Mathilde de Varade
- 2016 : Damoclès de Manuel Schapira : Camille

#### Séries télévisées
- 2011 : Section de recherches, saison 5, épisode 3 Dernier acte d'Eric Le Roux : Caroline
- 2015-2017 : La Vie devant elles : Solana
- 2018 : Un entretien, épisode La Boule au ventre de Julien Patry : la candidate
- 2021 : Le Serpent (mini-série) de Hans Herbots et Tom Shankland : Stéphane Parry
- 2021 : Threesome, créée par Lisa Linnertop : Camille
- 2023 : Split (mini-série) d'Iris Brey : Anna Roques

### Cinéma

#### Longs métrages
- 2011 : Eyes Find Eyes de Jean-Manuel Fernandez et Sean Price Williams : Estelle
- 2012 : Sea, No Sex and Sun de Christophe Turpin : Dian
- 2013 : La Vie d'Adèle d'Abdellatif Kechiche : Béatrice
- 2016 : Kids in Love (en) de Chris Foggin : Evelyn
- 2016 : Juillet Août de Diastème : Joséphine
- 2017 : Le Ciel étoilé au-dessus de ma tête d'Ilan Klipper : Justyna
- 2019 : Le Choc du futur de Marc Collin : Ana Llimova
- 2019 : Selfie, segment 2,6/5 de Tristan Aurouet : Jeanne
- 2020 : L'Ennemi de Stephan Streker : Maeva Durieux
- 2021 : Silent Land d'Agnieszka Woszczyńska : Claire
- 2021 : Les Rendez-vous du samedi d'Antonin Peretjatko : Domino
- 2023 : Un coup de dés d'Yvan Attal : Elsa
- 2024 : Frères d'Olivier Casas : Marielle de Robert
- 2024 : Les Reines du drame d'Alexis Langlois : Harmony
- 2025 : Arco d'Ugo Bienvenu : la mère d'Iris (voix)

#### Courts métrages
- 2011 : Awake to Emptiness de Terrence Connors : Alma
- 2014 : Un métier bien de Farid Bentoumi : la cliente au jihab
- 2014 : En avant, calme et droit de Julie-Anne Roth : Tess
- 2018 : Chanel : Code Coco de Theo Wenner
- 2019 : Jusqu'à l'os de Sébastien Betbeder : Rebecca
- 2022 : Harmony de Céline Gailleurd et Olivier Bohler : Harmony
- 2022 : Au revoir Jérôme ! de Chloé Farr, Gabrielle Selnet et Adam Sillard : Maryline (voix)[5]
- 2022 : Les Algues maléfiques d'Antonin Peretjatko : Muppet
- 2023 : The Wandering Ghost de Félix de Givry : la mère
- 2023 : Intelligence de Cosme Castro et Jeanne Frenkel

### Clip
- 2020 : Paradigme de La Femme, réalisé par Aymeric Bergada du Cadet et La Femme : les sœurs Paradigme